# سيمور (أستراليا)
سيمور هي بلدة، في أستراليا، تقع في ولاية فيكتوريا، بلغ عدد سكانها 6,327  نسمة وذلك حسب إحصائيات سنة 2016، رمزها البريدي هو 3660.

## أعلام
- غراهام مارس
- رون كامبل
- مات تريبوفيتش
- بام براون